# Kinki Sharyō

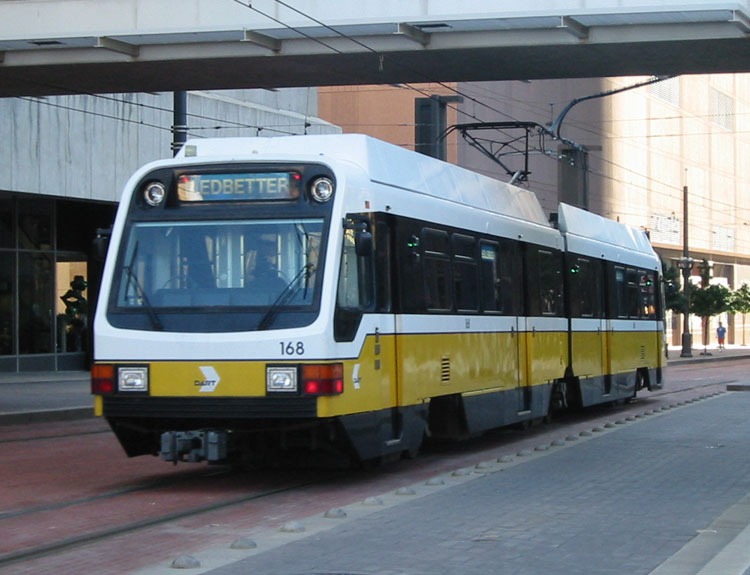
DART

Kinki Sharyō K.K. (japanisch 近畿車輛株式会社 Kinki Sharyō Kabushiki kaisha; englisch The Kinki Sharyo Co., Ltd.) ist ein in der Präfektur Osaka beheimateter japanischer Bahnhersteller. Das Unternehmen wurde 1920 als Tanaka Sharyō (englisch Tanaka Rolling Stock Works, Tanaka Zugbau) gegründet, 1939 als Aktiengesellschaft (kabushiki kaisha, K.K., englisch  hier Co., Ltd.) eingetragen und 1945 in Kinki Sharyō (The Kinki Sharyo Co., Ltd.) umbenannt. Das Unternehmen hat viele Straßenbahn- und Stadtbahnsysteme für verschiedenste Verkehrsunternehmen weltweit produziert.
Unternehmenssitz ist die Stadt Higashiōsaka.

## Abnehmer
Folgende Verkehrsgesellschaften setzen Züge von Kinki Sharyo ein:
- Boston MBTA
- San Jose VTA Light Rail
- Dubai Metro
- New Jersey Hudson-Bergen Light Rail und Newark City Subway
- Dallas Area Rapid Transit: DART Light Rail
- Hongkong Kowloon-Canton Railway (seit 2007 bei Mass Transit Railway)
- Singapur Mass Rapid Transit system
- Metro Kairo
- Japan Rail
- Philippinen Manila Light Rail Manila
- Phoenix METRO Light Rail
- Seattle Sound Transit Central Link Light Rail (im Joint Venture mit Mitsui)

## Galerie

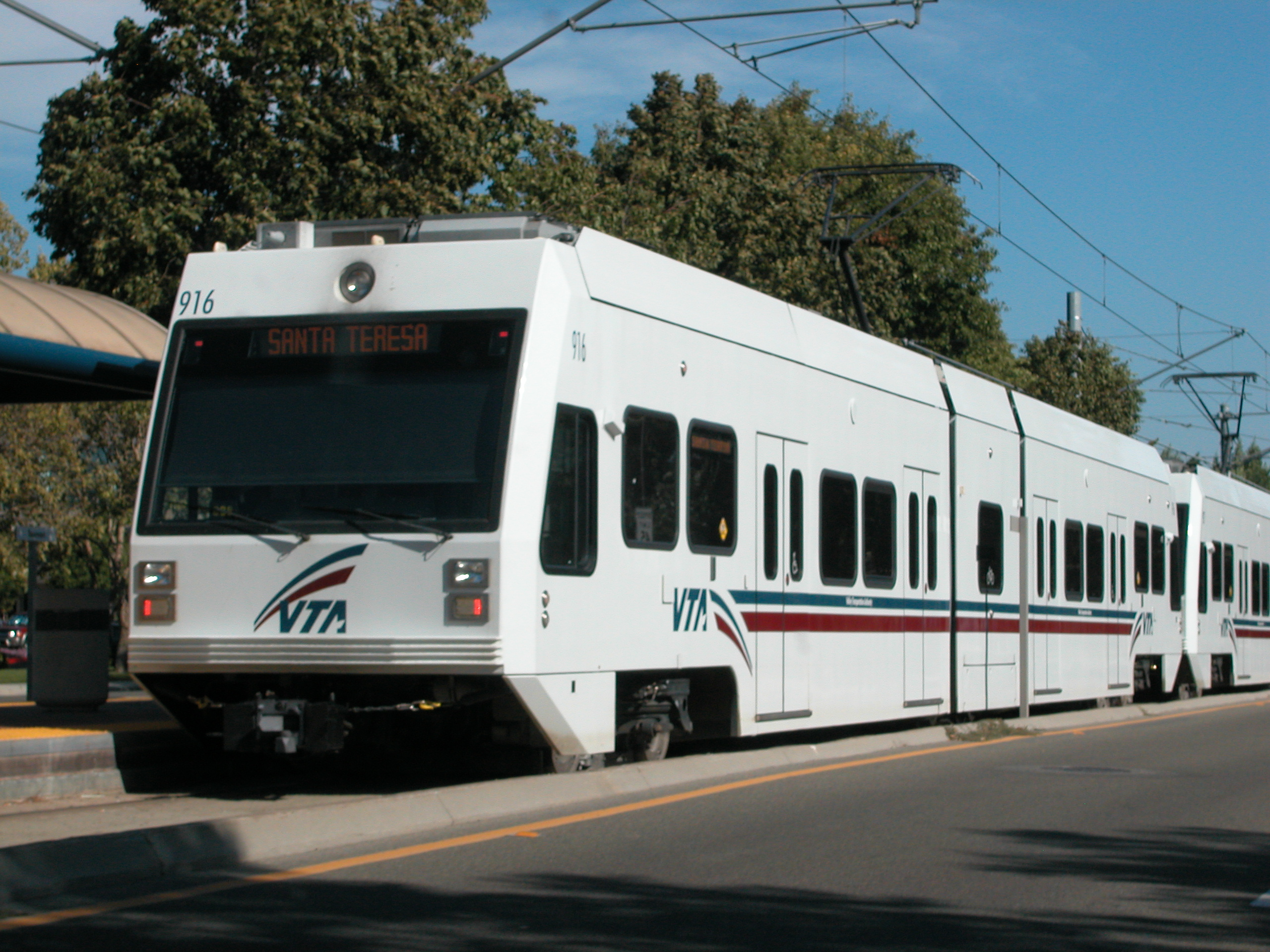
VTA San José
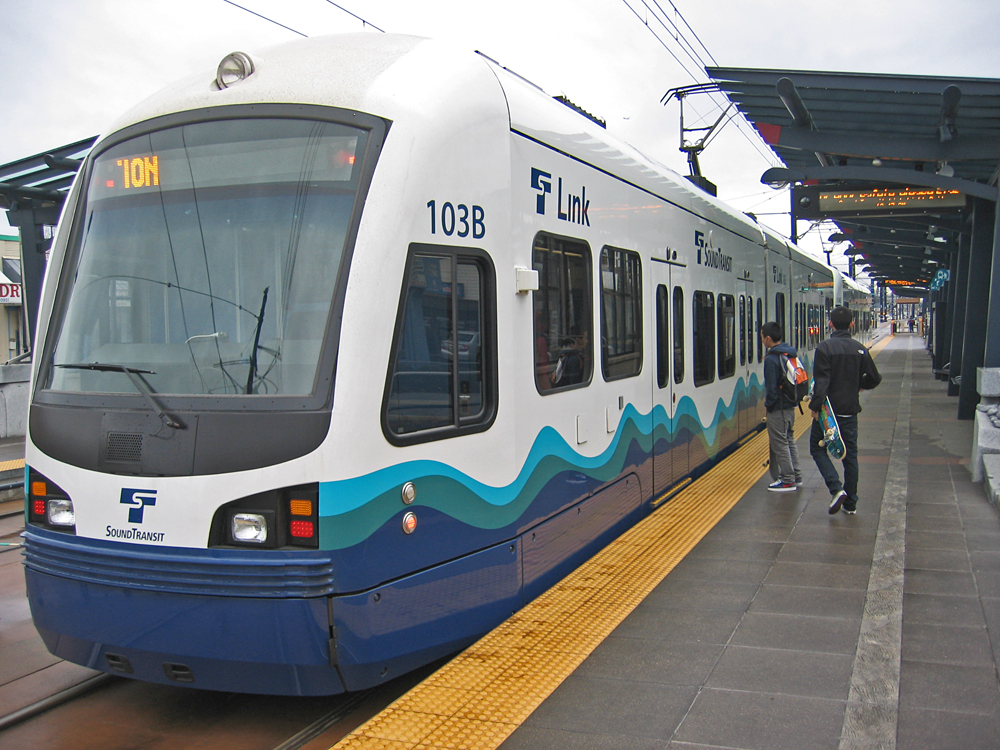
Seattle Light Rail
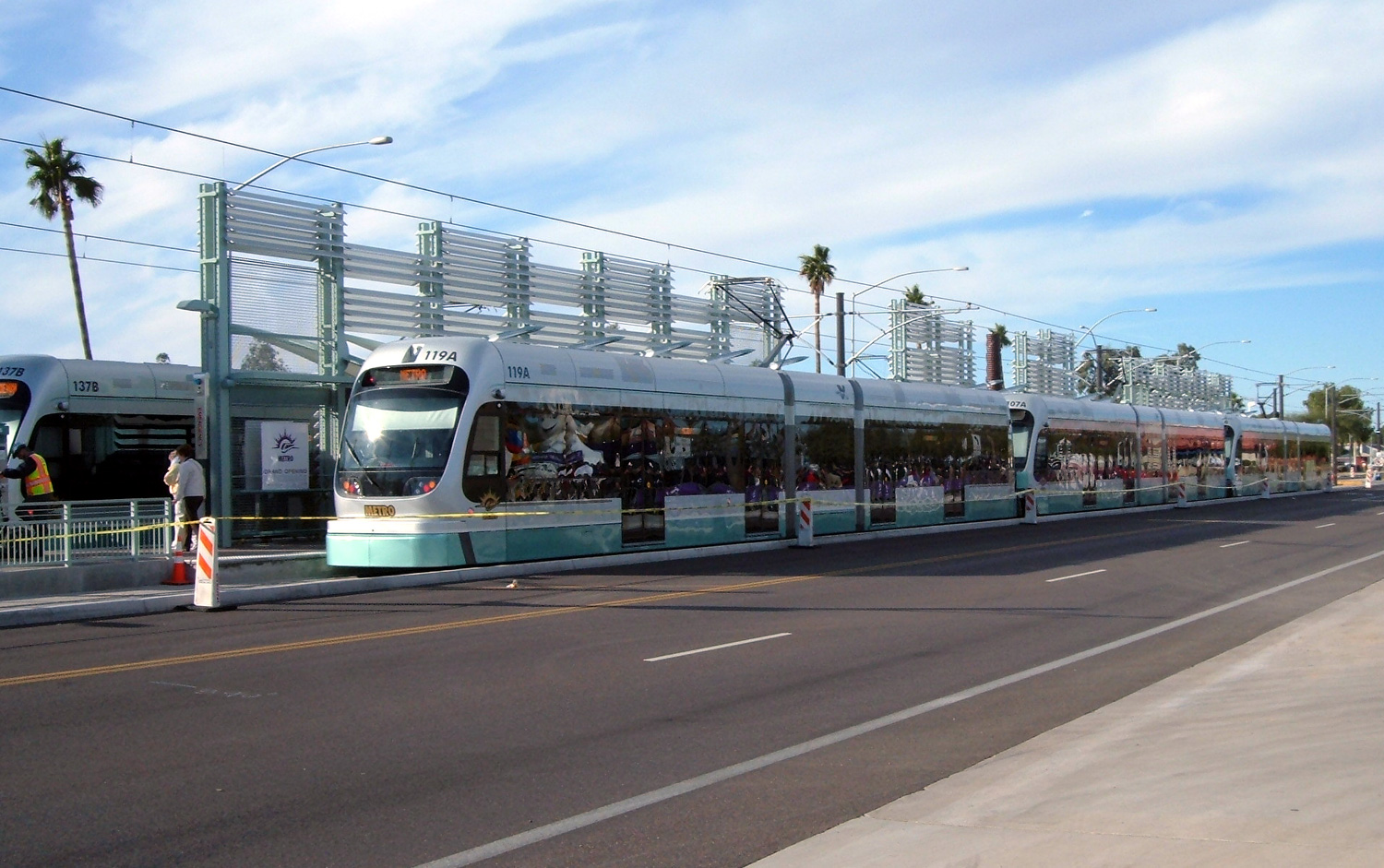
Phoenix Light Rail